# Fuentenebro
Fuentenebro es una localidad y un municipiosituados en la provincia de Burgos, Castilla la Vieja, en la comunidad autónoma de Castilla y León (España), comarca de la Ribera del Duero, partido judicial de Aranda, cabecera del ayuntamiento de su nombre.

## Geografía
Es un pueblo situado en el sur de la provincia de Burgos en la vertiente atlántica de la provincia, a 840 m s. n. m. , a unos 100 km de la ciudad de Burgos y 20 km de Aranda de Duero.
Tiene un área de 38,92 km² con una población de 158 habitantes (INE 2009) y una densidad de 4,46 hab/km².
En su término se encuentra Peñacuerno (1377 m s. n. m.) el punto más meridional de la provincia entre Aldeanueva de la Serrezuela y Pradales.
Autovía del Norte A-1 de Madrid a Irún.

## Historia
Villa, entonces conocida como Fuente Enebro, perteneciente a la antigua Jurisdicción de Torregalindo en el Partido de Aranda de Duero, con jurisdicción, de señorío ejercida por el Duque de Siruelo quien nombraba su alcalde ordinario.
A la caída del Antiguo Régimen queda constituida como ayuntamiento constitucional del mismo nombre en el partido de Aranda de Duero, región de Castilla la Vieja, que en el censo de la matrícula catastral contaba con 170 hogares y 683 vecinos.

## Monumentos y lugares de interés
- Iglesia de San Lorenzo.

## Demografía
Fuentenebro cuenta con una población de 138 habitantes (INE 2024).
| Gráfica de evolución demográfica de Fuentenebro entre 1842 y 2021                                                     |
| |
| Población de derecho según los censos de población del INE. Población de hecho según los censos de población del INE. |

| 1991 |  | 1996 |  | 2001 |  | 2004 |
| ---- |  | ---- |  | ---- |  | ---- |
| 229  |  | 206  |  | 192  |  | 171  |